# Вотівкірхе
Вотівкірхе (нім. Votivkirche) — неоготична католицька церква, розташована на вулиці Рінгштрассе у Відні. Висота Вотівкірхе становить 99 метрів, що робить її другою за висотою церквою в Відні (після Собору святого Стефана).

## Історія
18 Лютого 1853 року угорський націоналіст Янош Лібені здійснив невдалий замах на імператора Австро-Угорщини Франца Йосипа І. Життя імператора було врятовано завдяки відданості офіцера Максиміліана О'Донела, що супроводжував його під час прогулянки. Після цієї події брат Франца Йосипа Максиміліан закликав підданих Австро-Угорської монархії жертвувати гроші на будівництво вотивної церкви, що мала стати «монументом патріотизму і відданості народу Імператорському Дому».
В 1854 році відбувся архітектурний конкурс, в ході якого було прийнято 75 проєктів з різних куточків Австро-Угорщини, німецьких земель, Англії і Франції, і було обрано проєкт побудови церкви за авторством Генріха фон Ферстеля, якому на той час виповнилося лише 26 років.
Будівництво розпочалось в 1856 році і тривало 23 роки. В 1879 році будівництво завершується і нову церкву освячують.
Вотівкірхе стала однією з перших споруд на Рінгштрассе. Оскільки у Відні на той час ще були міські стіни, храм був малодоступним для більшості містян. Основними відвідувачами церкви довгий час були солдати, розквартировані у Відні.
Під час Другої світової війни Вотівкірхе зазнала пошкоджень і її довелося ремонтувати. Реконструкції храму часто проходять і в наші дні, адже матеріал, використаний під час його будівництва, білий пісковик, є чутливим до впливів навколишнього середовища і забрудненості повітря.

## Галерея

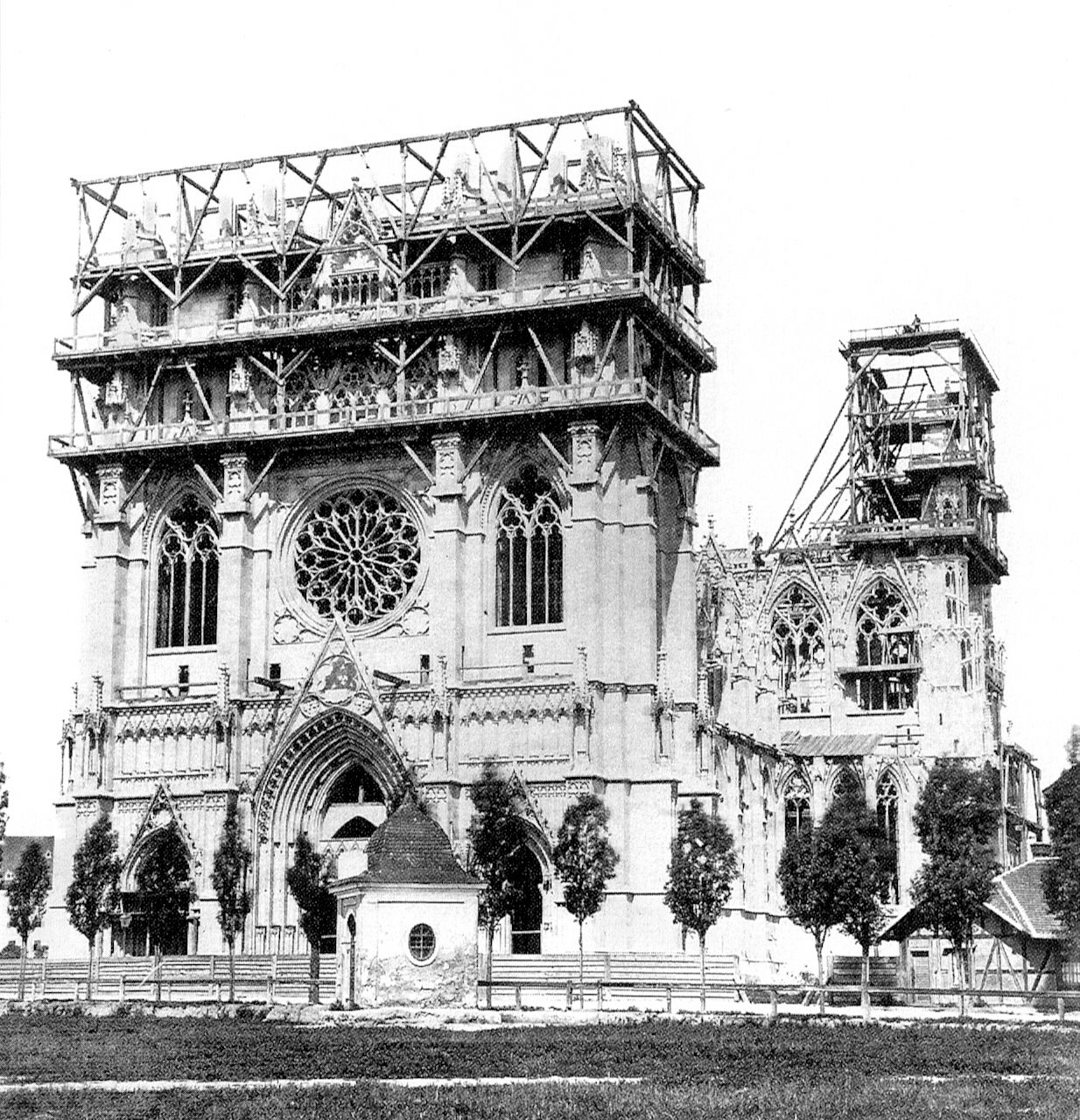
Вотівкірхе під час будівництва, 1866
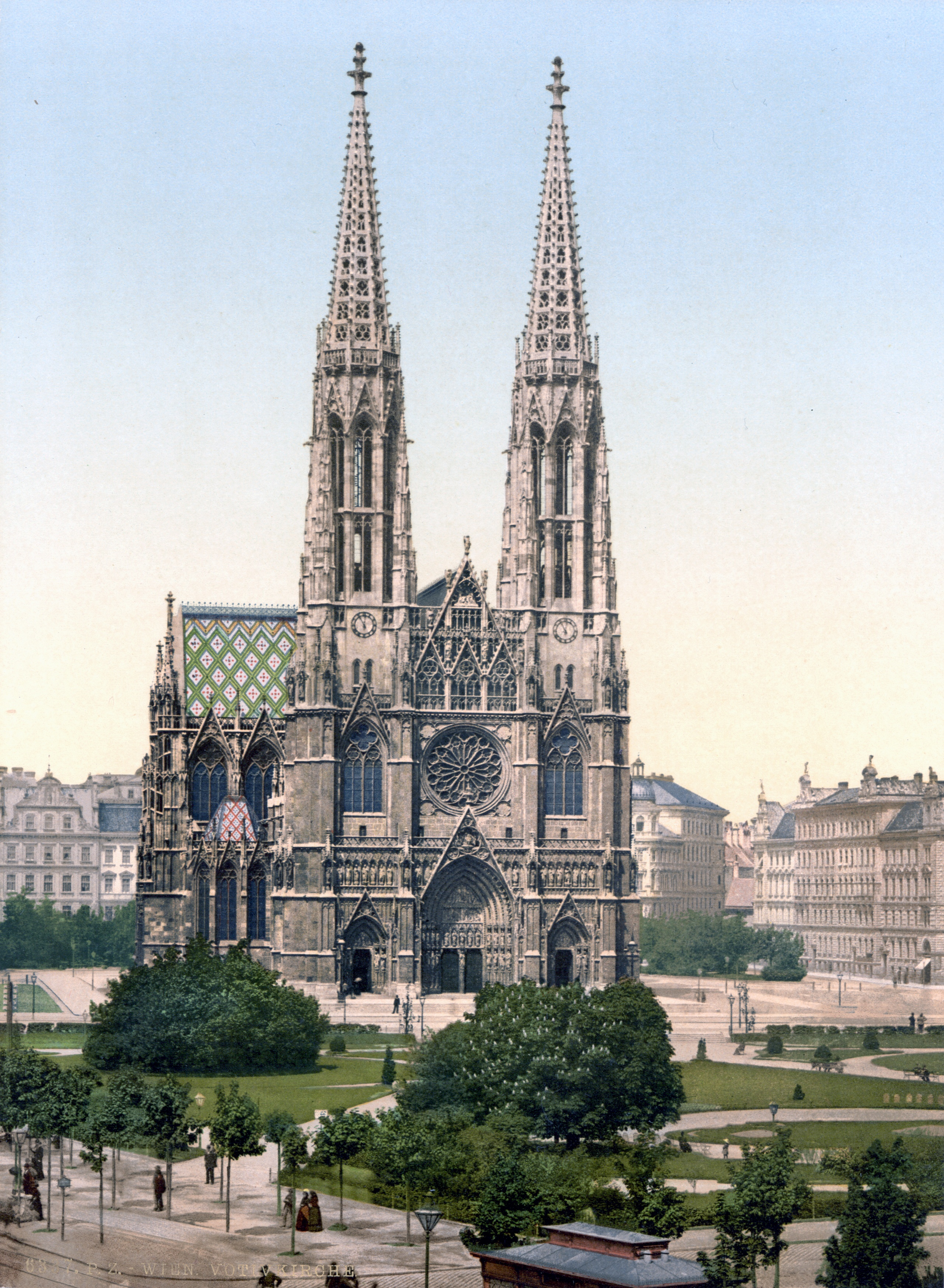
Фото 1900 року
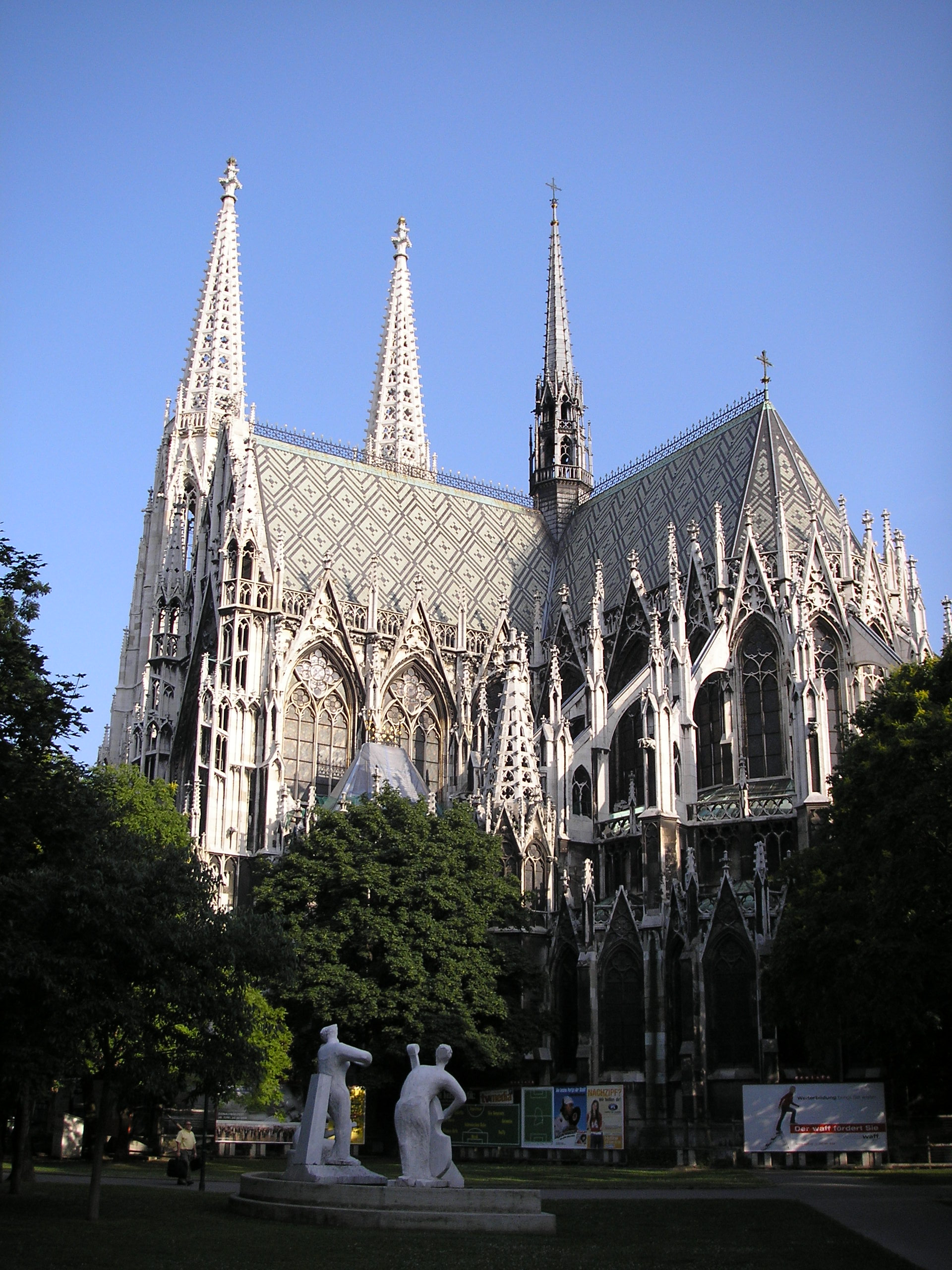
Вотівкірхе. Вид ззаду
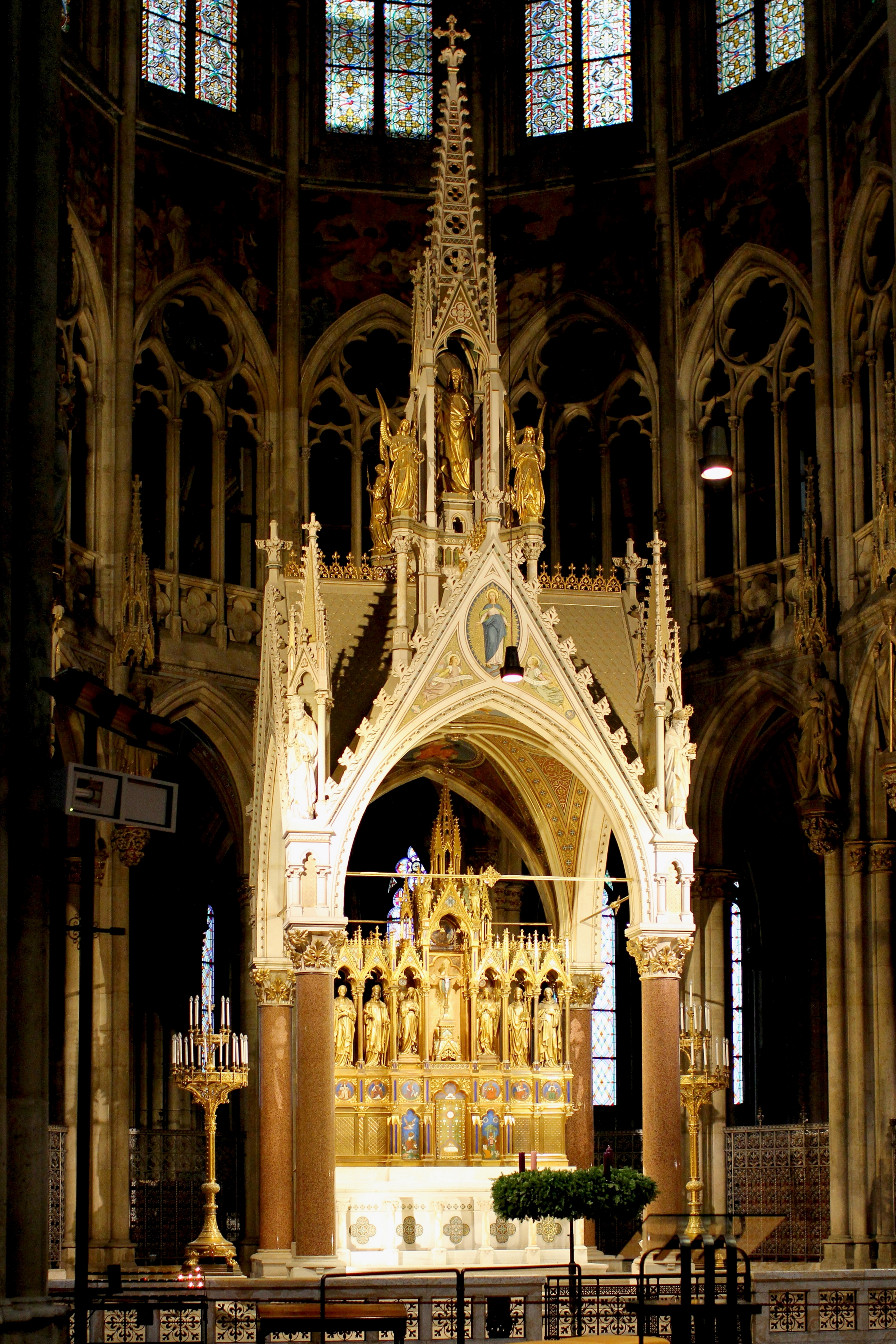
Головний вівтар
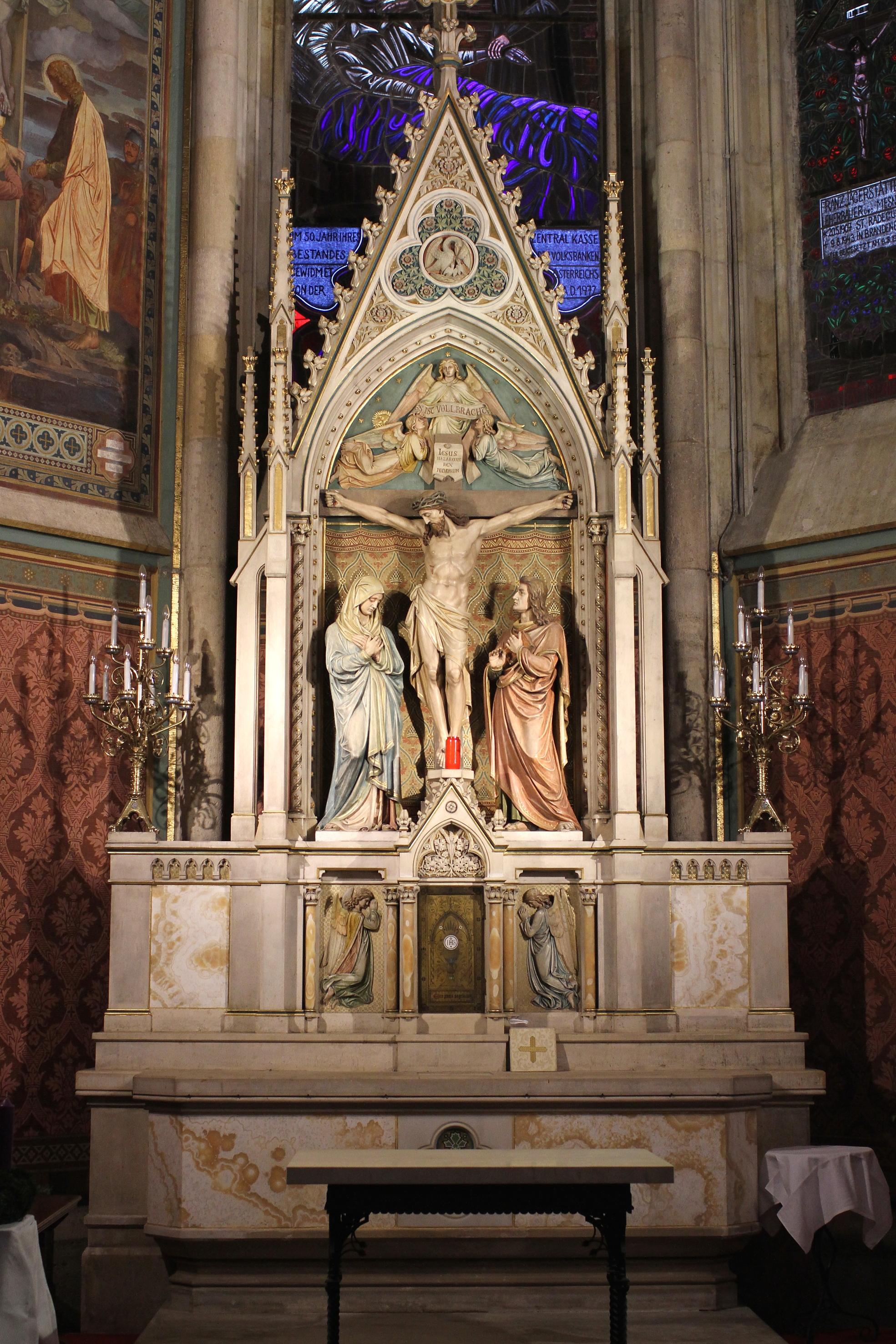
Вівтар із роп'яттям
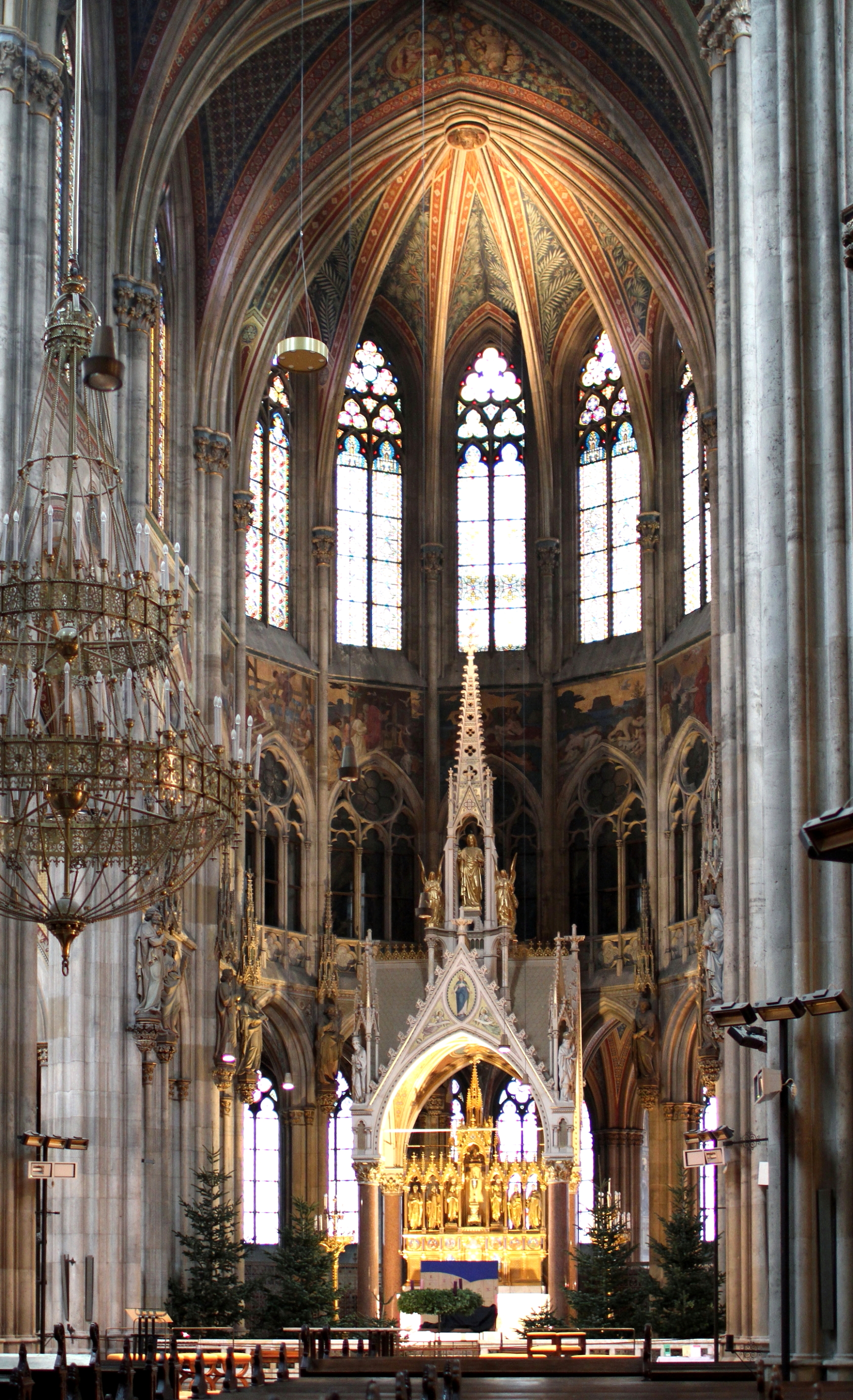
Хор